# Mar di Sibuyan
Il mar di Sibuyan è un mare interno delle Filippine molto simile per composizione chimica e specie di animali e piante al mare delle Filippine nell'oceano Pacifico occidentale.

## Confini
Bagna le coste di molte delle Regioni delle Filippine: la regione di Calabarzon a Nord, quella di Mimaropa a occidente e, includendo anche le isole presenti all'interno del mare che fanno parte della Regione, al centro, Bicol a Oriente, e la regione del Visayas Occidentale a Sud-ovest.

## Caratteristiche
Il mar di Sibuyan è il più grande tra i mari interni dell'arcipelago filippino, ed ha un clima tropicale adatto alla proliferazione di pesci e uccelli marini. È inoltre un importante punto di riferimento per il turismo e per l'economia, data la grande pesca che si svolge in molti periodi dell'anno.

## Storia
Evento degno di nota fu la Battaglia del Mar di Sibuyan, parte della più ampia battaglia del Golfo di Leyte (23-26 ottobre 1944), che vide contrapporsi le forze dell'impero giapponese, "rappresentate" dalla Marina Imperiale e le forze alleante, in grande maggioranza americane.
L'esito della battaglia fu dissanguante per le forze giapponesi, le quali videro la perdita della supercorazzata Musashi, gemella della Yamato.